# Mai Tiến Thành
Mai Tiến Thành (provincia de Thanh Hóa, Vietnam, 16 de marzo de 1986) es un exfutbolista y entrenador de Fútbol de Vietnam que jugaba en la posición de extremo.

## Carrera

### Club
| Periodo   | Club                    | Apariciones | Goles |
| --------- | ----------------------- | ----------- | ----- |
| 2003-2008 | Thanh Hóa FC            | 31          | 0     |
| 2009-2013 | XM The Vissai Ninh Bình | 57          | 9     |
| 2013      | Thanh Hóa FC            | 10          | 0     |
| 2014–2015 | Becamex Bình Dương      | 38          | 3     |
| 2015–2018 | FLC Thanh Hóa           | 54          | 2     |

### Selección nacional
Jugó para Vietnam en 13 ocasiones de 2006 a 2015 y anotó un gol; participó en la Copa Asiática 2007.

## Logros
- V.League 1 (2): 2014, 2015
- Copa de Vietnam (1): 2015
- Supercopa de Vietnam (2): 2014, 2015
- Campeonato de Clubes Mekong (1): 2014